# حسینیه علیا (رامشیر)
حسینیه علیا یک روستا در ایران است که در شهرستان رامشیر استان خوزستان واقع شده‌است. حسینیه علیا ۲۱۶ نفر جمعیت دارد.

## جمعیت
این روستا در بخش مشراگه قرار دارد و براساس سرشماری مرکز آمار ایران در سال ۱۳۸۵، جمعیت آن ۲۱۶ نفر (۳۹ خانوار) بوده‌است.